# Schlans
Schlans es una localidad y antigua comuna suiza del cantón de los Grisones, situada en el distrito de Surselva, círculo de Disentis.
Desde el 1 de enero de 2012 parte de la comuna de Trun.

## Geografía
La localidad se encuentra situada en la región alpina de Suiza en los alpes uraneses, aunque se encuentra asentada en el valle del Rin anterior. La antigua comuna limitaba al norte y al este con la comuna de Breil/Brigels, y al sur y al oeste con Trun.

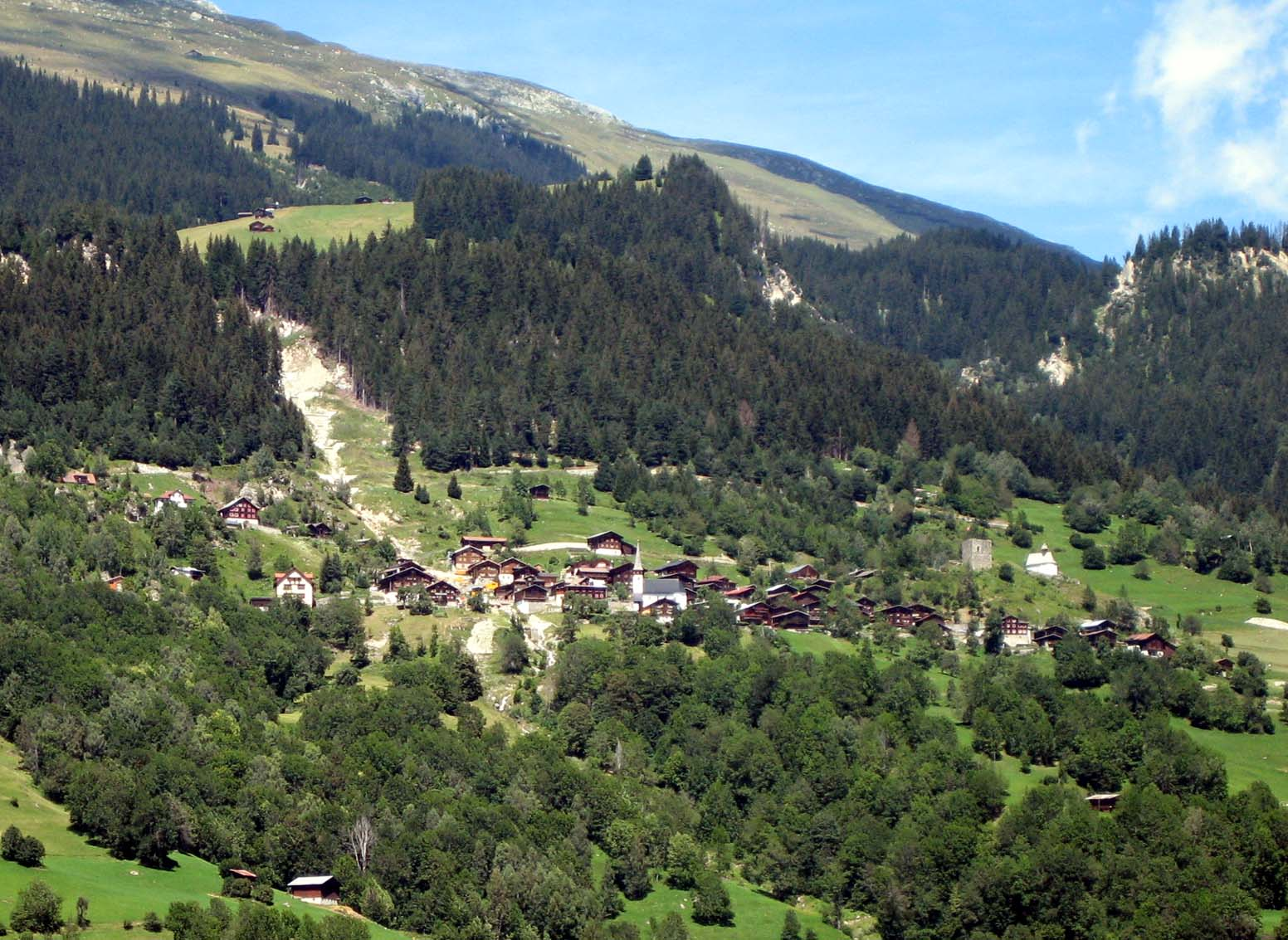
Vista del pueblo.